# Ора, Антонио
Антонио Ора (1890—1931) — филиппинский политик, деятель рабочего движения, соратник Крисанто Эванхелиста.

## Биография
В 1924 году был избран председателем Прогрессивной рабочей партии, созданной Евангелистами, и исполнял эти обязанности до 1930 года, когда партия была реформирована и превратилась в Коммунистическую партию Филиппин, возглавленную Эванхелиста. Совместно с Эванхелиста он также участвовал в деятельности крупнейшего профсоюзного объединения на Филиппинах — Рабочего конгресса, а в 1929 году в качестве председателя возглавил отделившийся от него Союз пролетариев, в котором Эванхелиста был секретарём. В 1930 году был недолгое время председателем КПФ, почти сразу же передав свои полномочия Эванхелиста, но оставался вторым человеком в партии. 
В начале 1931 года, ещё до официального запрета партии, который последовал в 1932 году, был арестован, а затем погиб при неустановленных обстоятельствах — по официальной версии, погиб во время перевозки близ Кабанатуана (Нуева-Эсиха) в транспортной аварии. Члены КПФ считали, что авария не была случайностью. Похороны Ора 25 января 1931 года превратились в манифестацию протеста, когда по Маниле прошла демонстрация десятков тысяч (назывались числа порядка 50 тысяч) рабочих с красными флагами и антиимпериалистическими лозунгами, а на родине политика его в последний путь провожали 3 тысячи крестьян.